# Mandawa
Mandawa és una ciutat del districte de Jhunjhunu al Rajasthan a 190 km al nord-oest de Jaipur. Té una fortalesa (avui hotel) i diversos havelis (cases senyorials) notables. Al cens del 2001 tenia 20.717 habitants. La població el 1901 era de 5.165 habitants. Antigament fou una thikana del nizamat de Shekawati, sota els seus prínceps locals feudataris.

## Història

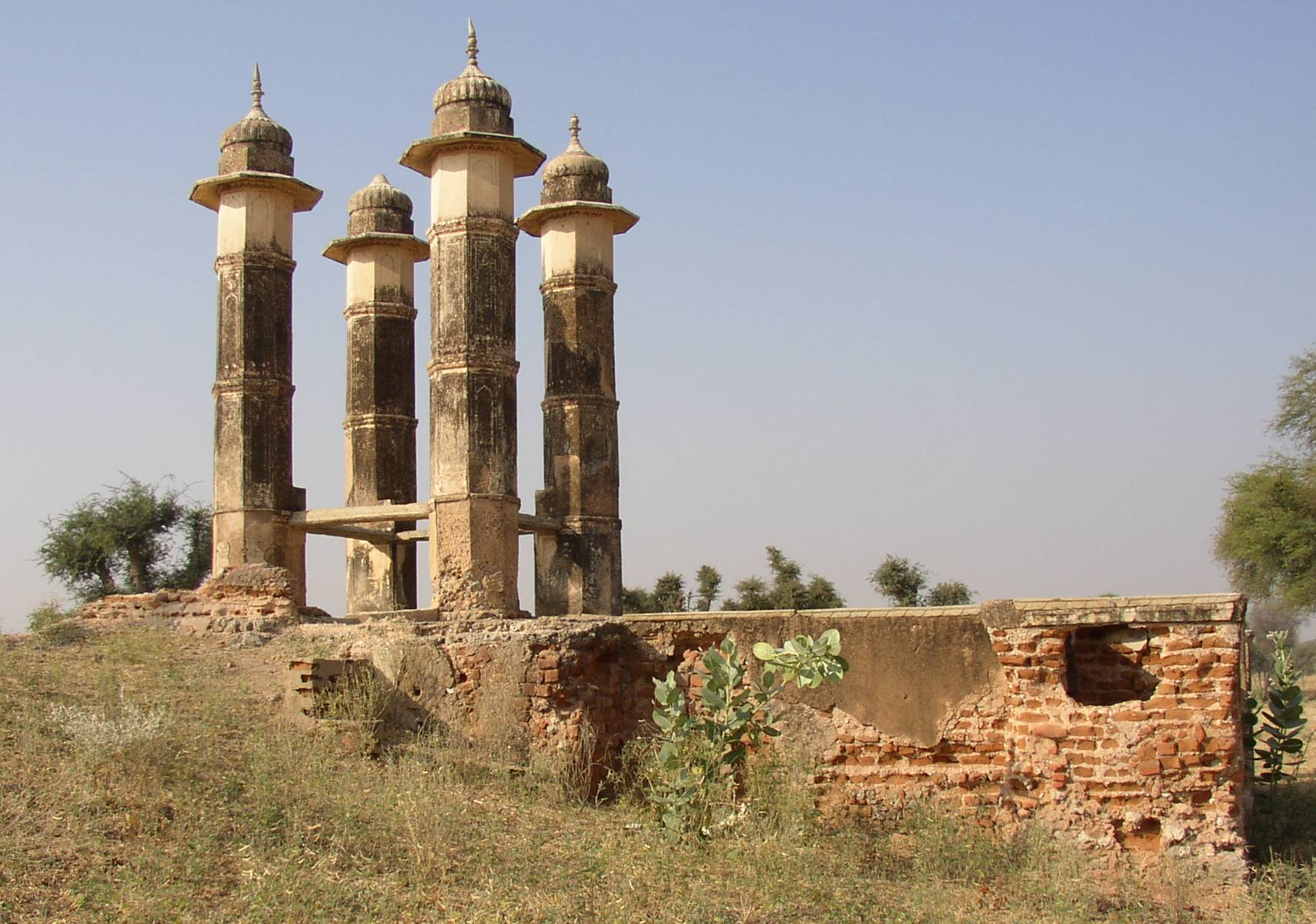
font prop de Mandawa

La ciutat de Mandawa hauria estat fundada per jats de Mandu vers 1740 i fou coneguda com a Mandu ki dhani. Va esdevenir thikana a la segona meitat del segle xviii per obre del subclan Bhojraj Ji Ka dels rajputs shekawatis.
El principat fou centre per les caravanes que anaven cap a la Xina o cap a l'Orient Mitjà. Thakur Nawal Singh (fill de Shardul Singh) príncep de Nawalgarh i Mandawa, va construir el fort el 1755. La ciutat va créixer al seu entorn i va atreure una comunitat de comerciants. Thakur Nar Singh Das de Nawalgarh el 1791 la va donar als seus tercer i quart fills conjuntament.
Abandonada pels rics avançar el segle xix i el XX, les seves cases senyorials s'han conservat en un estat deficient.

## Llista de thakurs
- Línia primera

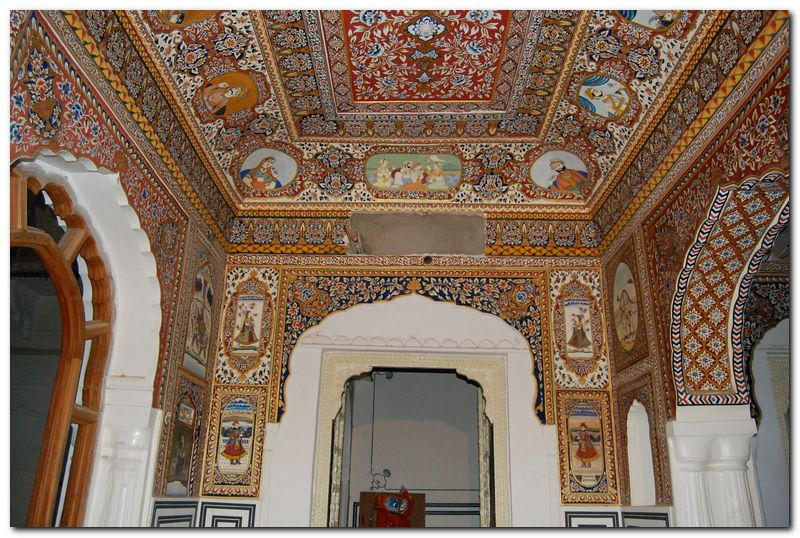
Interior del Fort

  - Thakur Padam Singh 1791-1823, cothikanedar de Mandawa
  - Thakur Gopal Singh (fill) 1823-1848
  - Thakur Rampratap Singh (fill) 1848-1854
  - thakur Jait Singh (fill) 1854-1905
  - Thakur Ajit Singh (germà) 1854-1900
  - Thakur Chattersal Singh (fill) 1900-1905
  - Thakur Inder Singh (fill de jait singh) 1905-1946
  - Thakur Bhim Singh 1946-1955 (+1993)
- Línia segona:
  - Thakur Gyan Singh 1791-1823, cothikanedar de Mandawa.
  - Thakur Madho Singh (fill) 1823/1846
  - Thakur Anand Singh (fill) 1846-1884
  - Thakur Bhagwant Singh (fill) 1884-1901,
  - Thakur Ram Singh (fill) 1901-1904 (joint), nascut el 30 de setembre de 1893, mort l'1 de setembre de 1904.
  - Thakur Hari Singh (fill d'Anand, 1884-1904 associat) 1904-1924
  - Thakur Jai Singh (fill) 1924-1955 (+1994)

## Havelis
- Hanuman Prasad Goenka
- Goenka Double
- Murmuria
- Jhunjhunwala
- Gulab Rai Ladia
- Binsidhar Newatia.

## Bandera
La bandera té els colors vermell sobre groc i està hissada al fort en diversos punts.

## Galeria

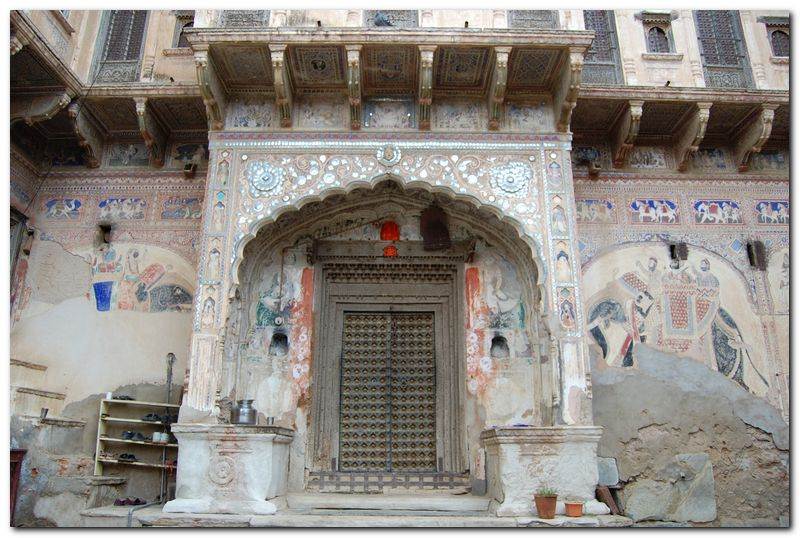
haveli

## Nota
1. ↑  Aquesta informació està contrastada amb fotos preses al fort, que s'inclouran posteriorment